# Стренсько
Стренсько (словен. Strensko) — поселення в общині Лашко, Савинський регіон, Словенія. Висота над рівнем моря: 230,7 м.